# 미하일 자술리치
미하일 이바노비치 자술리치(러시아어: Михаи́л Ива́нович Засу́лич, 1843년 12월 24일 – 1910년)는 러시아 제국 육군의 장군이다. 1904년 러일 전쟁 중에 벌어진 압록강 회전에서 제2 시베리아 군단의 지휘자로서의 그의 역할로 잘 알려진 인물이다.

## 생애
자술리치는 해군사관학교와 콘스타노브스키 육군사관학교를 졸업하고, 1863년 중위로 임관하여, 이르쿠츠크에 있는 제93 보병연대에서 복무를 했다. 1864년 근위군의 척탄병 연대로 전근하게 된다. 그가 러시아-튀르크 전쟁에 참전할 당시에도 바로 이 부대에서 근무를 하였으며, 발칸반도에서 벌어진 1878년 필리포폴리스 전투에서 여러 차례 용맹을 발휘하여 무훈을 세웠다. 그는 그 해에 대령으로 진급한다.
1887년, 페름에 근거지를 두고 있는 제101 보병연대의 연대장이 되었다. 1894년 소장으로 진급하였고, 제2 척탄병 사단 제1여단 이후, 제9 보병 사단 1연단의 여단장이 되었다. 1899년, 지금의 폴란드에 위치한 오소비에츠 요새의 사령관으로 복무했다. 다음 해 1900년에 그는 제6 보병 사단장이 되었고, 1901년 중장으로 승진했다.
러일 전쟁 직전, 자술리치는 제2 시베리아 군단의 군단장이 되었으며, 그곳은 16,000명의 보병과 5,000명의 포병, 대포 62문을 보유하고 있었다. 이 군대는 러시아 만주군의 동쪽을 담당하는 날개였다. 그가 담당할 임무는 일본 제국 육군이 압록강을 도하하여 만주로 진입하는 것을 막는 역할이었다. 그러나 여기서 그는 170마일에 걸쳐 있는 전선에 부대를 분산 배치하는 전략적 오류를 범한다. 자술리치는 단둥이 주공이 들어올 지역이라는 것을 확신하고 외곽을 보강하였다. 일본 제국 육군이 단둥에서 의주 상류 근처에 집결한 것을 속임수라고 가정하고, 부대 재배치 요청을 묵살하고 말았다. 이어진 압록강 회전에서, 러시아군은 구로키 다메모토 장군이 지휘하는 제1군에 끌려다녔다. 일본군에 대해 선택의 여지가 부족했던 자술리치는 단계적인 철수를 하라는 쿠로팟킨 장군의 명령을 처음에는 거부했지만, 일본군이 공세를 강화하자, 값비싼 대가를 치러고 북쪽으로 퇴각할 수 밖에 없었다. 자술리치의 야전사령관 자리는 표도르 켈레르 중장으로 교체되었지만, 제2 시베리아 육군 여단장 자리는 존속을 시켰다.
자술리치는 이어진 대석교 전투, 시무청 전투, 요동 전투, 그리고 봉천 전투에 참전을 했다. 그러나 그의 작전은 결단성이 부족했고, 수동적이어서 연전연패를 기록했다. 공세 전환 요청의 거부와 지속적인 퇴각은 부하들에게 신뢰를 잃게 만들었고, 요동 전투에서 니콜라이 자루바에프 중장의 명령을 따르라는 요청을 거부하여 러시아 진지 전체를 위혐에 빠뜨렸다.:Kowner, p. 438.
러일 전쟁이 끝나고 자술리치는 병치레 이유로 전역을 하여, 1910년에 사망했다.

## 참고자료
- Connaughton, Richard Michael. (1988). The War of the Rising Sun and Tumbling Bear: A Military History of the Russo-Japanese War, 1904-5. 런던: 러틀리지. ISBN 978-0-415-00906-5(cloth); ISBN 978-0-415-07143-7(paper) -- 재판 by Cassell Military, London, 2004. ISBN 978-0-304-36657-6(paper)
- Dupuy, Trevor N. (1992). 《Encyclopedia of Military Biography》. I B Tauris & Co Ltd. ISBN 1-85043-569-3.
- 로템 코우너 (2006). "Historical Dictionary of the Russo-Japanese War". Scarecrow. 620pp. ISBN 0-8108-4927-5